# Eric Bocat
Eric Junior Bocat (16 luglio 1999) è un calciatore francese, difensore dello Stoke City.

## Carriera
Cresciuto nei settori giovanili di Digione, Brest e Lilla, con le prime due viene impiegato con la squadra riserve, mentre con il Lilla fa il suo esordio fra i professionisti il 29 gennaio 2020, in occasione dell'incontro di Coppa di Francia perso per 2-1 contro l'Épinal. Nel 2020 viene acquistato dai belgi del R.E. Mouscron, dove rimane per due stagioni, divise tra massima e seconda divisione. Rimasto svincolato in seguito al fallimento del club, viene ingaggiato dal Sint-Truiden, altro club belga.

## Statistiche

### Presenze e reti nei club
Statistiche aggiornate al 18 marzo 2023.
| Stagione             | Squadra              | Campionato           | Campionato | Campionato | Coppe nazionali | Coppe nazionali | Coppe nazionali | Coppe continentali | Coppe continentali | Coppe continentali | Altre coppe | Altre coppe | Altre coppe | Totale | Totale |
| Stagione             | Squadra              | Comp                 | Pres       | Reti       | Comp            | Pres            | Reti            | Comp               | Pres               | Reti               | Comp        | Pres        | Reti        | Pres   | Reti   |
| -------------------- | -------------------- | -------------------- | ---------- | ---------- | --------------- | --------------- | --------------- | ------------------ | ------------------ | ------------------ | ----------- | ----------- | ----------- | ------ | ------ |
| 2017-2018            | Digione 2            | N3                   | 11         | 0          |                 | -               | -               |                    | -                  | -                  |             | -           | -           | 11     | 0      |
| 2018-2019            | Brest 2              | N3                   | 24         | 0          |                 | -               | -               |                    | -                  | -                  |             | -           | -           | 24     | 0      |
| 2019-2020            | Lille 2              | N2                   | 20         | 0          |                 | -               | -               |                    | -                  | -                  |             | -           | -           | 20     | 0      |
| 2019-2020            | Lilla                | L1                   | 0          | 0          | CF+CdL          | 1+0             | 0               |                    | -                  | -                  |             | -           | -           | 1      | 0      |
| 2020-2021            | R.E. Mouscron        | D1                   | 8          | 0          | CB              | 1               | 0               |                    | -                  | -                  |             | -           | -           | 9      | 0      |
| 2021-2022            | R.E. Mouscron        | D2                   | 25         | 1          | CB              | 2               | 0               |                    | -                  | -                  |             | -           | -           | 27     | 1      |
| Totale R.E. Mouscron | Totale R.E. Mouscron | Totale R.E. Mouscron | 33         | 1          |                 | 3               | 0               |                    | -                  | -                  |             | -           | -           | 36     | 1      |
| 2022-2023            | Sint-Truiden         | D1                   | 18         | 0          | CB              | 3               | 0               |                    | -                  | -                  |             | -           | -           | 21     | 0      |
| Totale carriera      | Totale carriera      | Totale carriera      | 106        | 1          |                 | 7               | 0               |                    | -                  | -                  |             | -           | -           | 113    | 1      |